# رودلف بامبيرغر
رودلف بامبيرغر (بالألمانية: Rudolf Bamberger)‏ هو مصمم الإنتاج ومخرج ومخرج ألماني، ولد في 21 مايو 1888 في ماينتس في ألمانيا، وتوفي في يناير 1945 في معسكر أوشفيتز بيركينو في بولندا.

## وصلات خارجية
- رودلف بامبيرغر على موقع IMDb (الإنجليزية)
- رودلف بامبيرغر على موقع ألو سيني (الفرنسية)
- رودلف بامبيرغر على موقع قاعدة بيانات الفيلم (الإنجليزية)
- رودلف بامبيرغر على موقع كينوبويسك (الروسية)